# Aureolo Aragonski
Aureolo Aragonski (aragonski Aureolus, šp. Aureolo de Aragón) (umro 809.) bio je prvi grof Aragonije te poglavica Franaka u tom području.
Nije poznato kada je on rođen ni tko su mu bili roditelji.
Prema Christianu Settipaniju, Aureolo je bio daleki rođak jednog sveca.
Između 798. i 802., Franci su ostvarili nekoliko pozicija u Aragoniji.
Bahlul ibn Marzuq se pobunio u Zaragozi protiv središnje vlasti Andaluzije (Al-Andalus) 798., a 800. je okupirao Huescu. General iz Huesce, Amrus ibn Yusuf, oko 801. je pokorio Zaragozu i Huescu. Bahlul je pobjegao u Pallars te je ubijen od strane Jalafa ibn Rashida 802. Iskoristivši sva ova događanja, Franci su postavili Aureola za grofa Aragonije.
Nasljednik Aureola je bio grof Aznar I. Galíndez.